# Juan Arredondo
Juan Arredondo (Pereira, 1977) és un cineasta i fotoperiodista de nacionalitat colombiana i estatunidenca.

## Trajectòria
Es va formar i va trobar feina com a científic investigador d'una empresa farmacèutica. No obstant, després d'uns anys treballant en aquest sector, va decidir interessar-se pel món de la imatge i estudiar fotografia.
Veneficiari de la beca Nieman de Harvard el 2019, va començar a fer fotografies que ha publicat a The New York Times, el National Geographic, el The Wall Street Journal, Newsweek, ESPN, Vanity Fair i altres mitjans.
Va guanyat un World Press Photo el 2018 per imatges preses a Antioquia d'un equip de futbol d'excombatents de les Farc. El 2022 era professor adjunt a l'Escola de Periodisme de Columbia.
El diumenge 14 de març del 2022 va ser ferit en un tiroteig efectuat per soldats russos a Irpin, a la província de Kíev d'Ucraïna, mentre treballava per documentar la invasió russa d'Ucraïna del 2022. En el tiroteig va morir el periodista Brent Renaud i hi va haver dos ferits, Arredondo i un altre. Des de l'hospital Okhmatdyt de Kíev, Arredondo va explicar el que havia passat per Twitter i que Renaud havia rebut un tret al coll. Arredondo va ser intervingut quirúrgicament al centre sanitari. La de Renaud va ser la primera mort denunciada d'un periodista estranger a la guerra d'Ucraïna del 2022. Reporters Sense Fronteres va demanar una investigació dels fets.